# Şahbuz
Şahbuz (ook: Shahbuz) is een stad in Azerbeidzjan en is de hoofdplaats van het district Şahbuz.
De stad telt 3200 inwoners (01-01-2012).